# Holger Mantey
Holger Mantey ist ein deutscher Pianist.
Mantey gab über 1500 Konzerte in 21 Ländern in Europa, Asien und Afrika. Darunter Festivalsauftritte, unter anderem in New Delhi, Bangalore, Bombay, Poggibonce, Valladolid, Perugia, Lissabon, St. Petersburg, Vilnius, Ankara und Izmir. Der Pianist machte Rundfunk- und Fernsehaufnahmen für den HR, WDR, NDR, 3SAT, BR, DLF, SR, MDR, RBB, Lit.TV und RAI (ital.)
Seine Konzertreisen führten ihn nach Indien, Sri Lanka, Bangladesch, Pakistan, Portugal, Italien, Griechenland, Türkei, Zypern, Israel, Guinea, Mauretanien, Elfenbeinküste, Kap Verden, Litauen, Russland, Senegal, Japan, Spanien, Schweden, Schweiz (viele Konzerte in Zusammenarbeit mit dem Goethe-Institut).
- 1993: ARD-Beitrag zum EBU-Jazzfestival in Perugia.
- 1995: Gründung des “Duo Total” mit dem Kölner Saxophonisten Matthias Schubert. Mit ihm zusammen gewann Mantey 1996 den Preis beim internationalen Wettbewerb für junge Kunst in Düsseldorf.

Mantey arbeitete unter anderem mit folgenden Musikern zusammen: Markus Stockhausen, Burhan Öcal, Laurent Dehors, Christopher Dell, Uwe Walter, Matthias Schubert, Ramamani, T. A. S.Mani und Ramesh Shotam. Unter seinem Namen sind bisher 15 CDs erschienen sowie einige, bei denen Holger Mantey als Gast-Musiker mitwirkte. Mantey macht Workshops, ist Autor verschiedener Notenausgaben und gibt zusammen mit dem Hamburger Musiker und Verleger Felix Schell das EDM (Elemente der Musik) Fernstudium heraus.

## Diskographie
- “Calaufa” Piano-Solo,  Bellaphon 1992
- “Piano Total” Piano-Solo,  NCC 1997
- “Meschuggene Nuß” Matthias Schubert sax,  Holger Mantey  piano,  ITM 1999
- “Oriental Bird”  Burhan Öçal  voc, perc, Christopher Dell vib, Holger Mantey piano, Konnex 1999
- "Romantic Ecstasy” Piano-Solo, Konnex 2002
- "to°be°ohr" mit Gert Anklam, 2004
- “Foggy Day and Dirty Business” Piano-Solo, Konnex 2003
- “Surface” Matthias Schubert sax, Holger Mantey piano, Konnex 2002
- "My Piano Love Affair" Piano-Solo, Konnex 2008
- "SOURCE" Piano-Solo, SOUNDWAYSrecords 2012
- "TORII" Holger Mantey-Piano / Uwe Walter-Shakuhachi, SOUNDWAYSrecords 2012
- "BALANCE" Piano-Solo, SOUNDWAYSrecords 2015
- "THE GATE" Mantey-Moog, SOUNDWAYSrecords 2017
- "VERWANDLUNG" Piano-Solo, SOUNDWAYSrecords 2020
- "FREIFLUG" Piano-Solo, SOUNDWAYSrecords 2020